# Veliki Dol (gmina Krško)
Veliki Dol – wieś w Słowenii, w gminie Krško. W 2018 roku liczyła 144 mieszkańców.